# Гуцисько (Белхатовський повіт)
Гуцисько (пол. Hucisko) — село в Польщі, у гміні Дружбиці Белхатовського повіту Лодзинського воєводства.
Населення — 165 осіб (2011).
У 1975-1998 роках село належало до Пйотрковського воєводства.

## Демографія
Демографічна структура станом на 31 березня 2011 року:
|          | Загалом | Допрацездатний вік | Працездатний вік | Постпрацездатний вік |
| -------- | ------- | ------------------ | ---------------- | -------------------- |
| Чоловіки | 81      | 8                  | 63               | 10                   |
| Жінки    | 84      | 8                  | 51               | 25                   |
| Разом    | 165     | 16                 | 114              | 35                   |